# 岡田大池
岡田大池（おかだおおいけ）は、岡山県倉敷市真備町岡田にあるため池である。大池ふるさと公園の中にあり、同公園内の倉敷市真備ふるさと歴史館の北西に位置する。東岸の中央が橋で弁天島とつながっている。
池が造られた年代は不明だが、正徳年間（1711年から1716年）には大池の名称が載っている記録があり、備中国奉行の小堀政一（1579年 - 1647年）が17世紀初頭に建設したと推定されている。
池には亀や鯉・鮒などの魚が泳ぎ回り、冬季は緋鳥鴨や真鴨、星羽白などの鴨が飛来する。岡田藩が支配していた江戸時代から1970年代ごろまで禁猟であった。
第二次世界大戦末期から3年余り、岡田に疎開していた推理作家の横溝正史がよく散歩に訪れており、作品の舞台として描いている（#『空蝉処女』と岡田大池参照）。

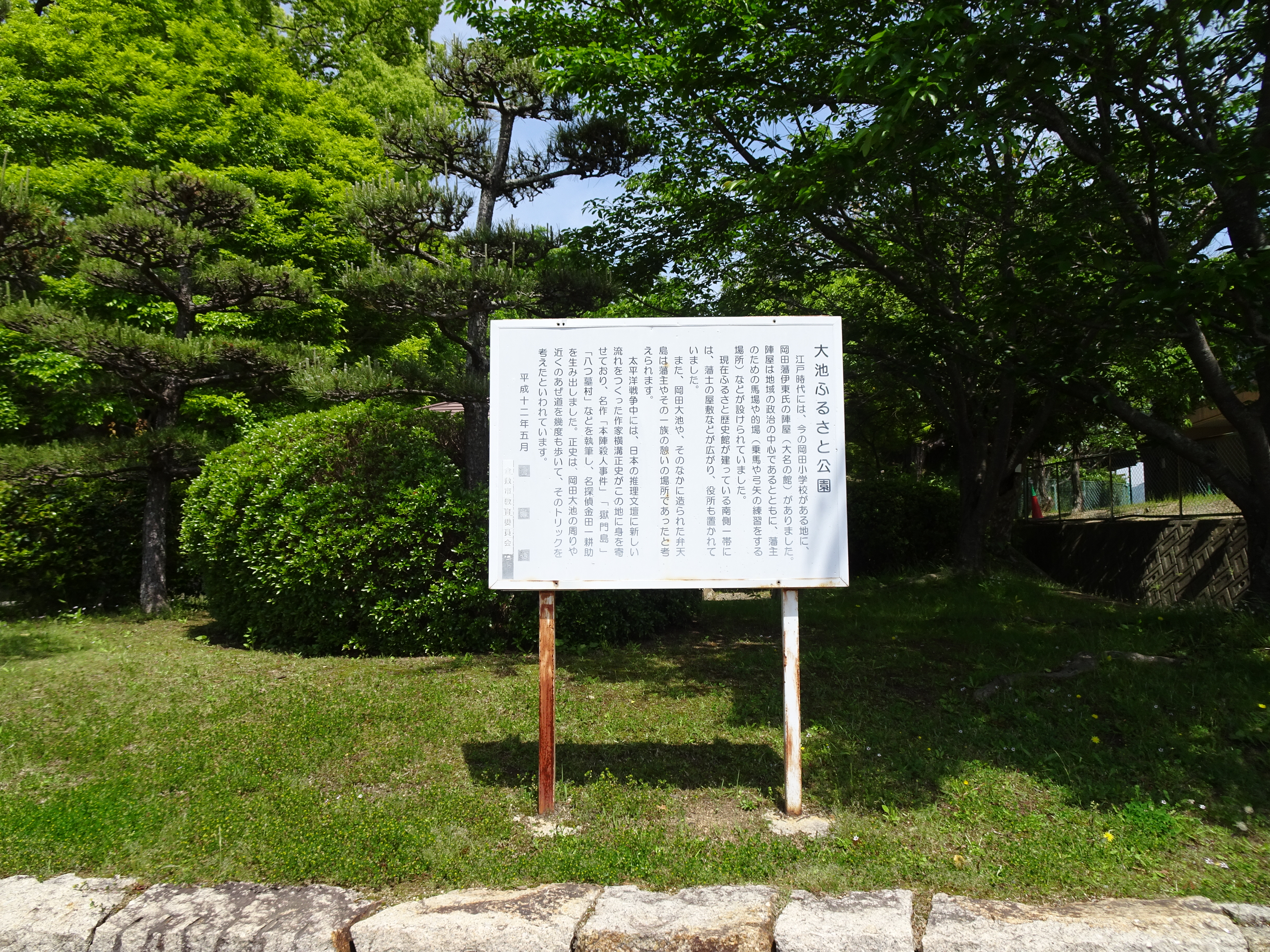
大池ふるさと公園の説明板
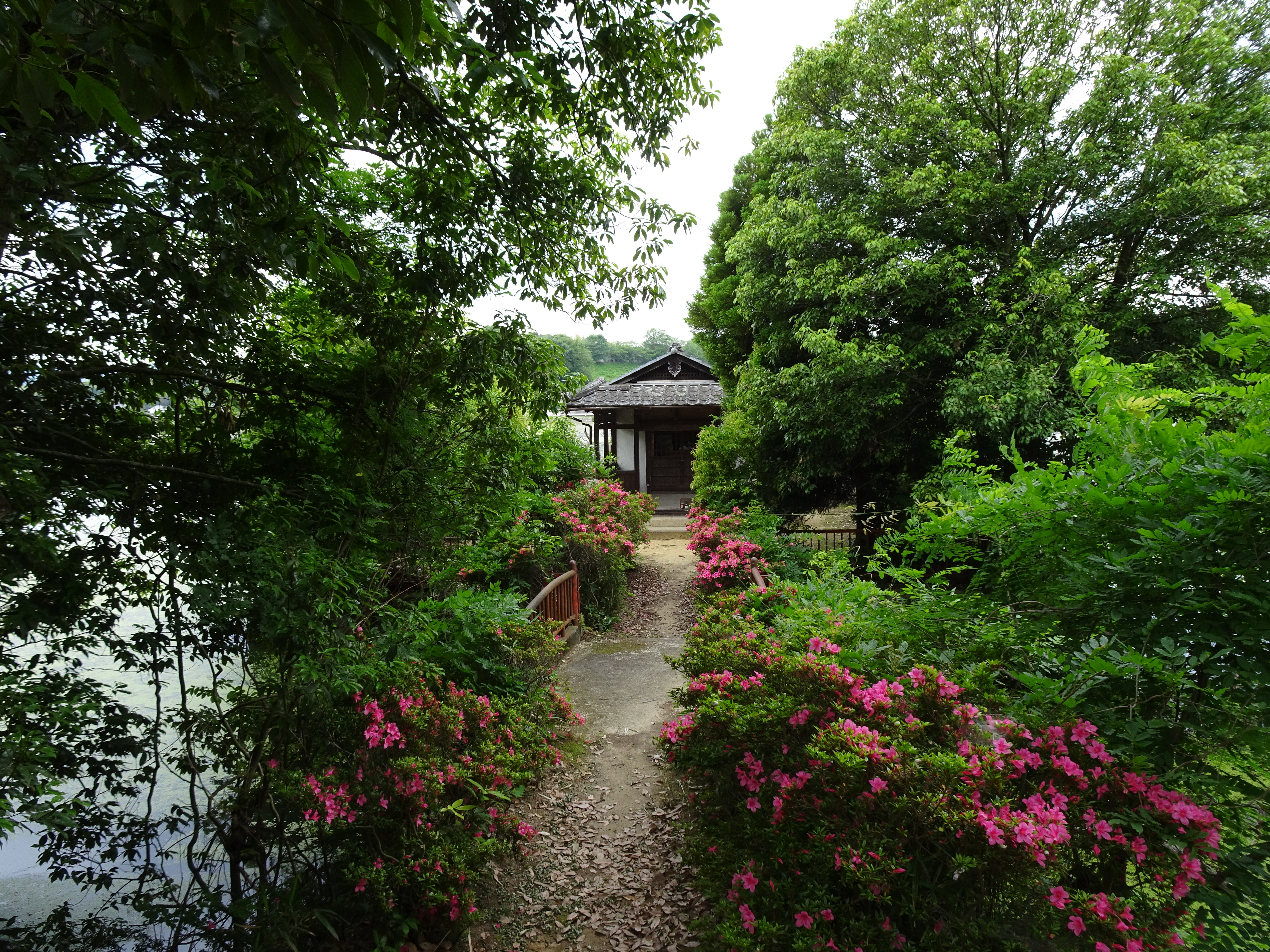
橋の向こうが弁天島。

## 大池の弁天様
「大池の弁天様」は弁天島に建てられている祠で、岡田藩が1716年に建立したものである。
祠には辨財天が祀られている。辨財天は、もとは音楽を主宰する仏であったが、福智の増益、延寿・財宝の獲得、天災地変の滅除、戦勝を司る女神・吉祥天と混同されるようになった。大池の辨財天は左手に如意の宝珠を持っており、福徳授与の姿をしている。
岡田藩は近くに稲荷神社を祀っており、弁天の祠とともに藩の守護を祈ったものである。

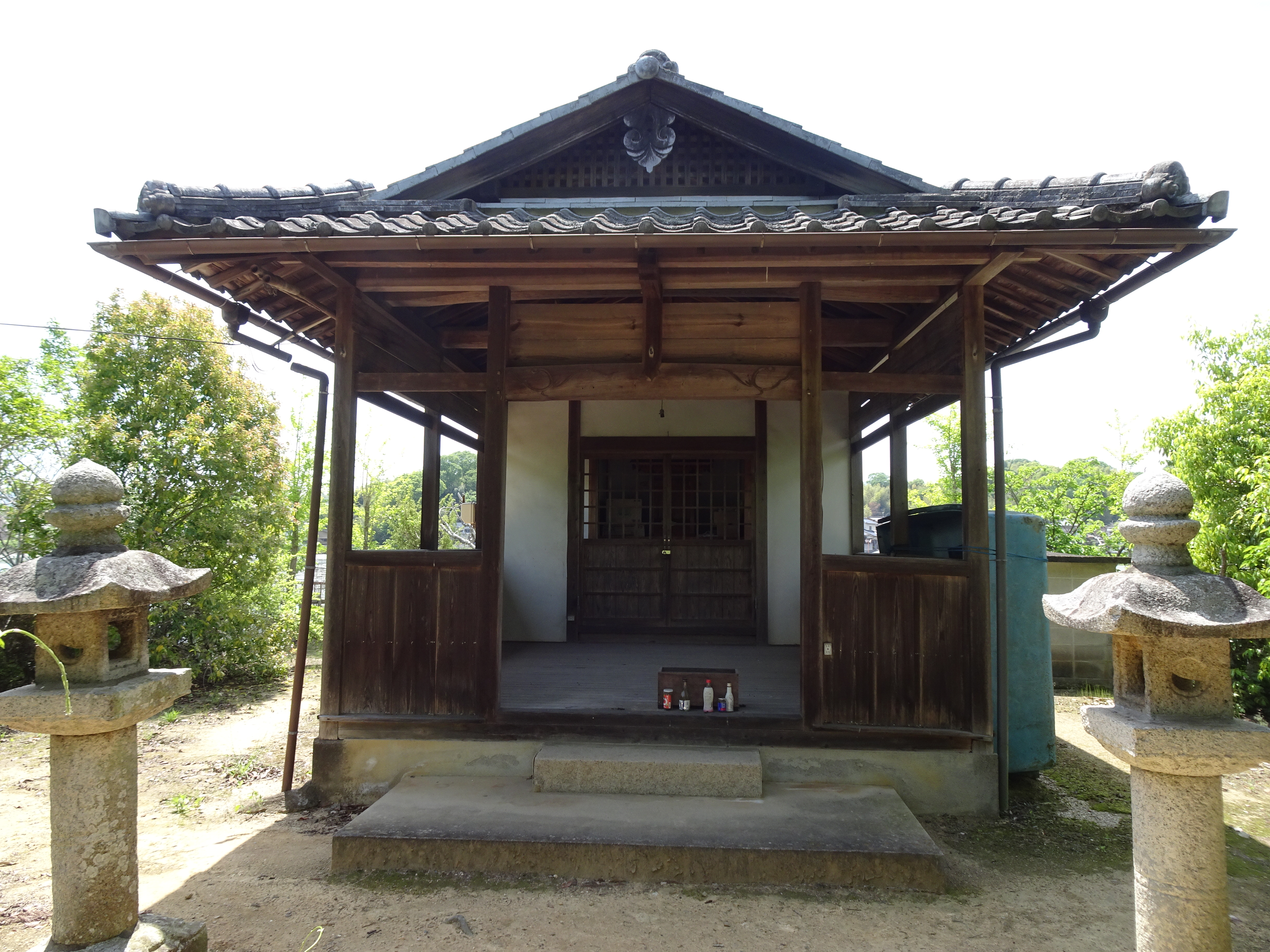
大池の弁天様
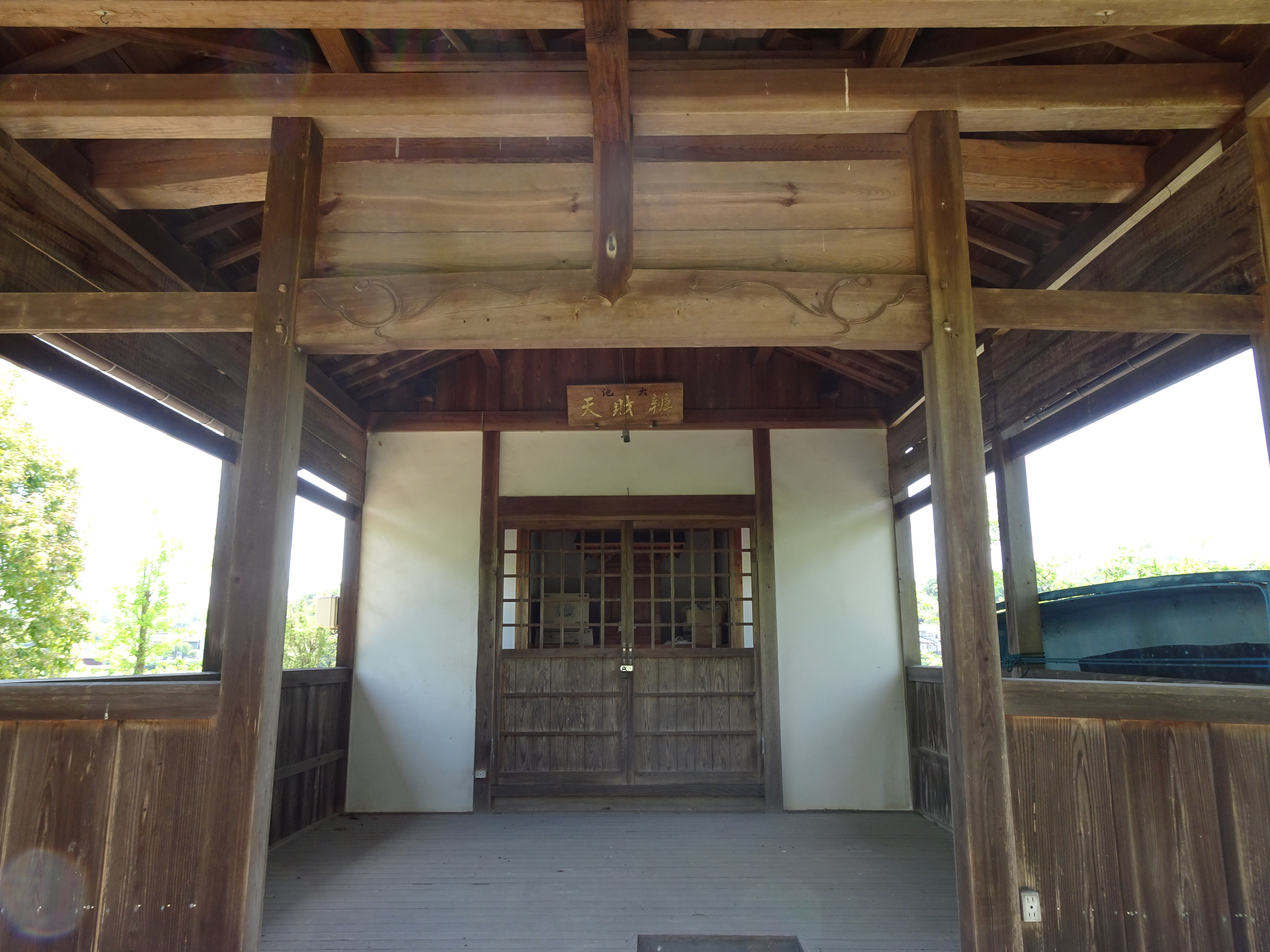
辨財天

## 交通アクセス
以下は倉敷市真備ふるさと歴史館の交通アクセス（岡田大池は同館の北西に位置しており、以下のアクセスから徒歩ですぐ）。
- JR西日本伯備線「清音駅」より徒歩約45分[6]。
- 井原鉄道「川辺宿駅」より徒歩約30分[7]。
- 真備地区コミュニティタクシーにて約25分[7]。
  - 西ルート「吉備真備駅」乗車 →「ふるさと歴史館」下車。
  - 南ルート「川辺宿駅」乗車 →「ふるさと歴史館」下車。

## 『空蝉処女』と岡田大池
第二次世界大戦末期から3年余りこの地に疎開していた横溝正史が執筆した『空蝉処女』（うつせみおとめ）に、岡田大池と大池の弁天様、大池の曲がり角にある「濡れ仏」が描かれている。濡れ仏の台座に「法界」（ほっかい）と刻まれており、「法界地蔵」であることを示している。
『本陣殺人事件』にも、岡田大池を想起させる記述がある。
横溝の妻・孝子は、疎開宅のある岡田村字桜部落（現・真備町岡田）の西側に本家分家がどっしりと棟を並べて、村人たちから「大加藤」と呼ばれている加藤家の屋敷の本家が『本陣殺人事件』の舞台のモデル宅であるのに対し、『空蝉処女』は分家の加藤家が発生の地と思うとして、次のように述べている。
「ある日、主人が分家の前を歩いていた時、その家より聞こえて来た歌声にひかれて垣間見たのが、令嬢とも夫人ともいうべき田舎には珍しい女性であった」、「その女性の印象に戦争の悲愴さをまじえて、当時の雰囲気の一齣として、短いものを依頼のままに書き送ったものと思う」

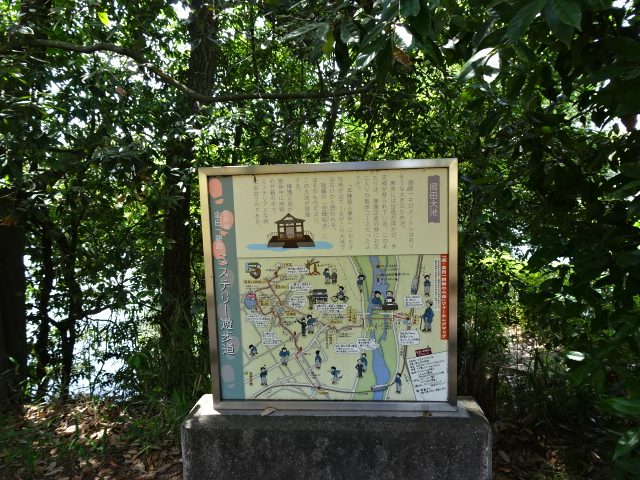
岡田大池の案内板 『空蝉処女』に大池が登場することが記されている。
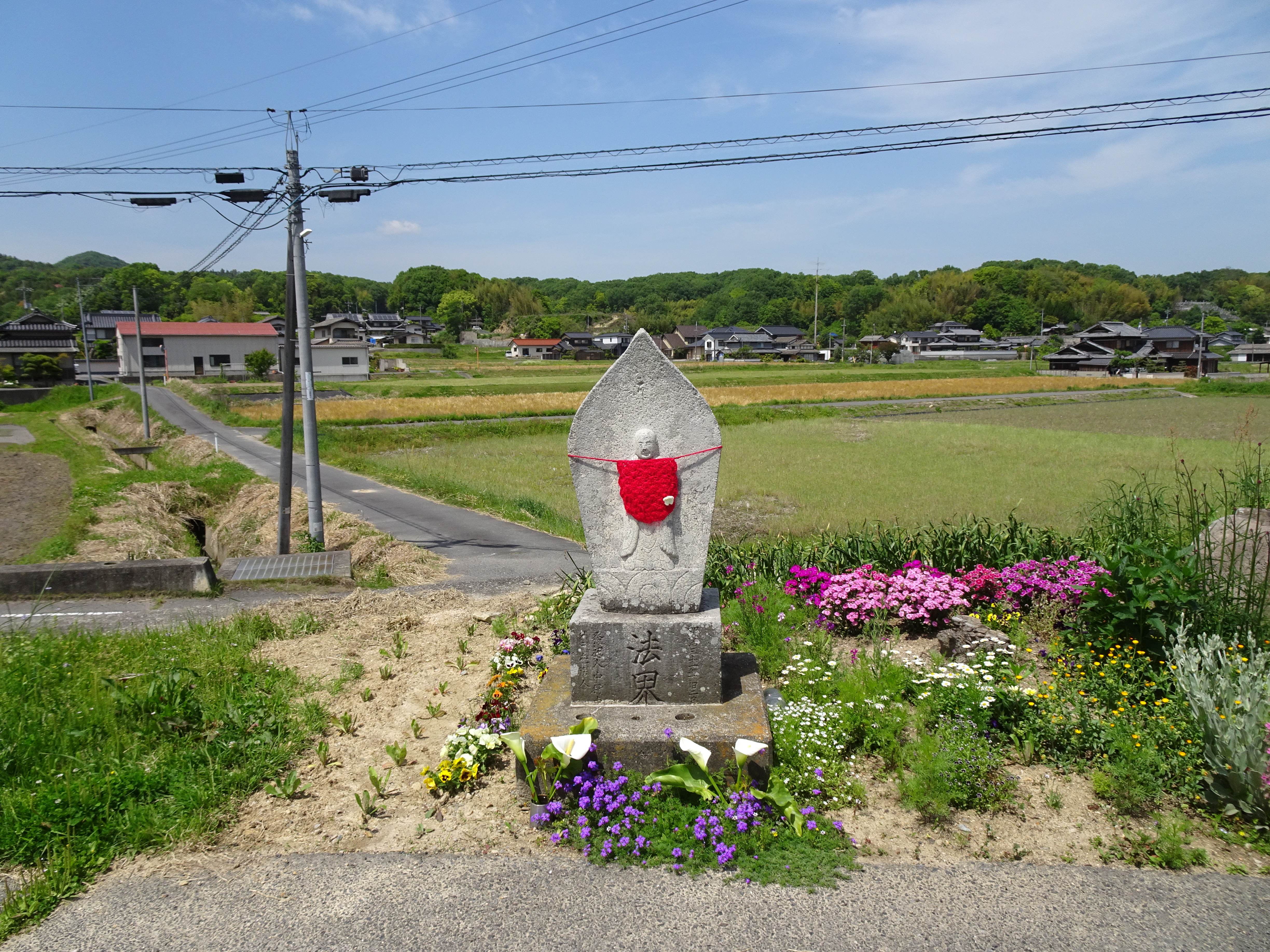
大池の曲がり角の「濡れ仏」 （法界地蔵）
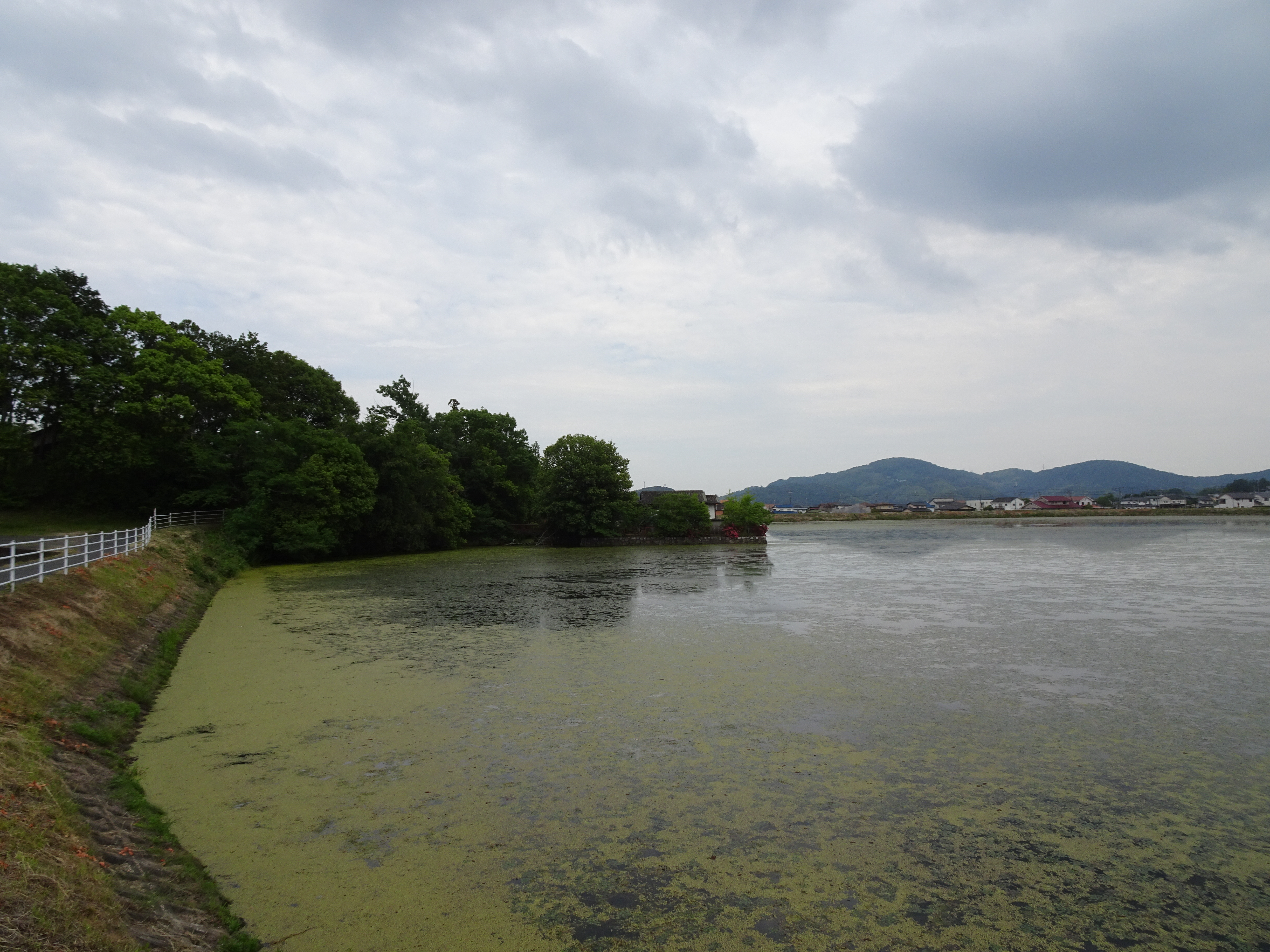
画面中央に弁天島が突き出ている。 『空蝉処女』と同様に「濡れ仏」の前で左に大池を見た風景。

## 周辺施設
- 倉敷市真備ふるさと歴史館
- 横溝正史疎開宅
- 倉敷市立岡田小学校